# Walentina Michailowna Borok
Walentina Michailowna Borok (russisch Валентина Михайловна Борок, ukrainisch Валентина Михайлівна Борок/Walentyna Mychailiwna Borok, englische Transkription Valentina Mikhailovna Borok; * 9. Juli 1931 in Charkiw; † 4. Februar 2004 in Haifa) war eine sowjetisch-ukrainische Mathematikerin.

## Leben
Borok war die Tochter des Chemikers Michail Borok und der hohen Beamtin in der Wirtschaftsverwaltung der Ukraine Bella Sigal, die vorsichtshalber (beide Elternteile waren jüdisch) auf dem Höhepunkt stalinistischer Verfolgung 1937 von ihrem Posten zurücktrat. Borok studierte ab 1949 Mathematik an der Staatlichen Universität Kiew, wo sie auch ihren späteren Mann, den Mathematiker Jakow Schitomirski traf, mit dem sie später auch viel zusammenarbeitete. Sie war wie ihr Mann eine Schülerin von  Georgi Jewgenjewitsch Schilow, wurde bei ihm 1954 in Kiew promoviert, folgte ihm an die Lomonossow-Universität, wo sie sich 1957 habilitierte (russischer Doktortitel). Ab 1960 lehrte sie an der Staatlichen Universität Charkiw, wo sie 1970 eine volle Professur erhielt und 1983 bis 1994 der mathematischen Fakultät vorstand. Wegen einer schweren Erkrankung legte sie 1994 ihr Lehramt nieder und ging zur medizinischen Behandlung nach Israel.
Borok beschäftigte sich mit partiellen Differentialgleichungen (PDE), zum Beispiel mit dem Cauchy-Problem für PDE mit konstanten Koeffizienten (Charakterisierung von wohlgestellten und eindeutig lösbaren Problemen) und sie entwickelte eine Theorie des Randwertproblems von Systemen von partiellen Differentialgleichungen mit Randwerten in unendlich ausgedehnten Schichten.
Ihre Tochter Svetlana Jitomirskaya und ihr Sohn Michael Zhitomirskii sind ebenfalls Mathematiker.